# Santa Maria Formosa

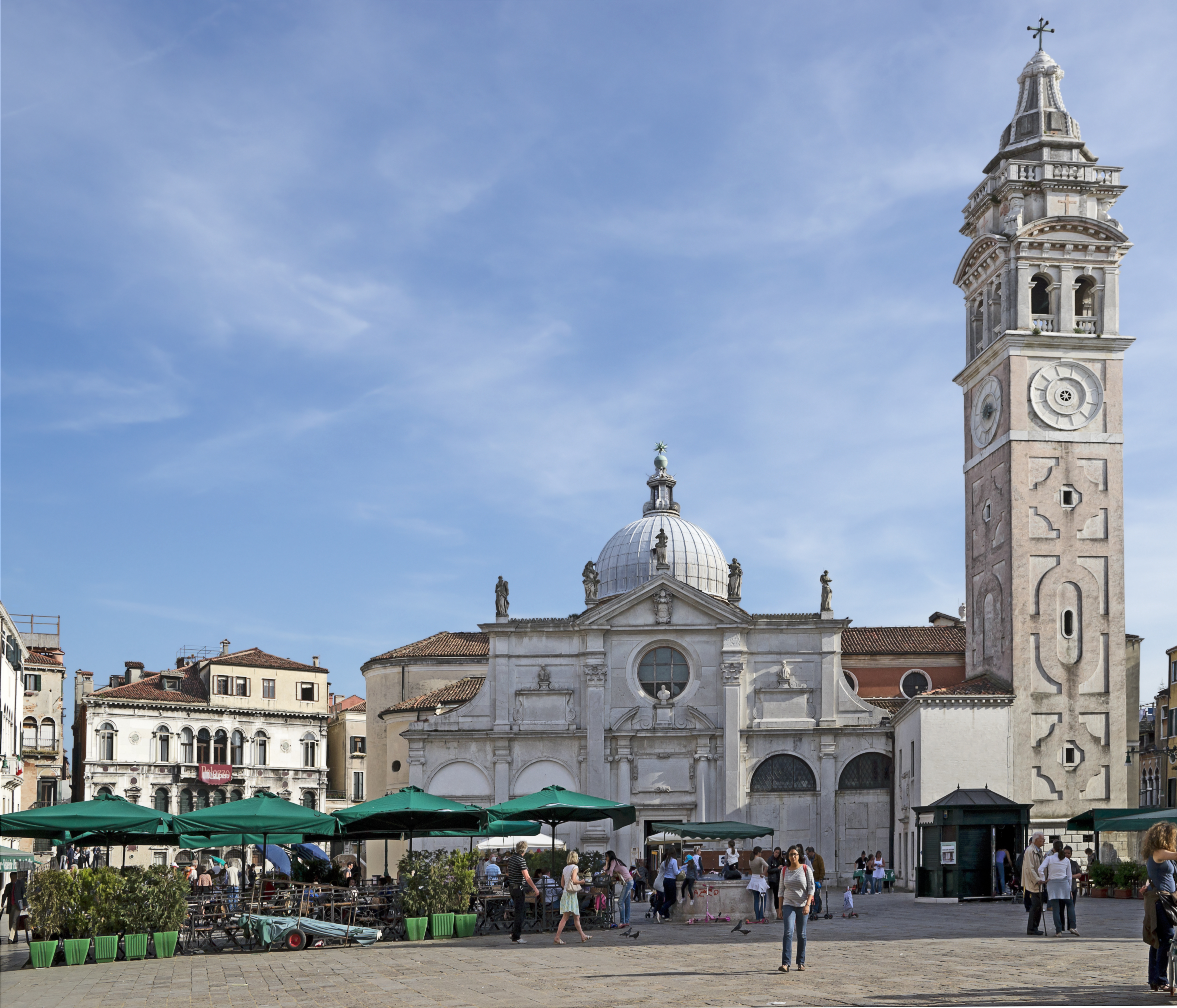
Nordfassade der Kirche Santa Maria Formosa

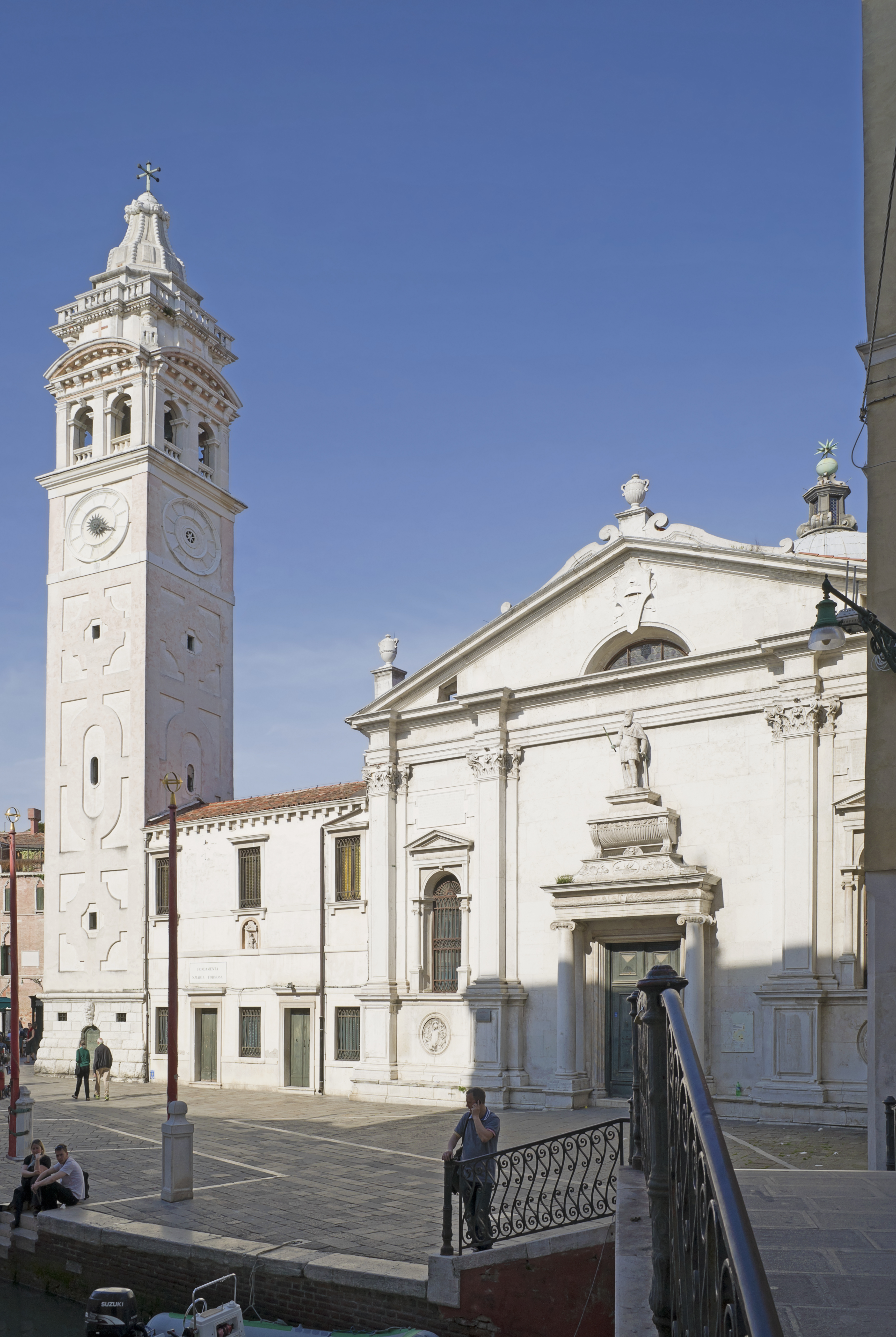
Hauptfassade der Kirche Santa Maria Formosa

Santa Maria Formosa ist eine katholische Kirche in Venedig. Sie liegt im Stadtteil (Sestiere) Castello auf dem Campo Santa Maria Formosa. In ihrer heutigen Gestalt stammt sie aus der Renaissance-Zeit.

## Geschichte
Die Kirche soll bereits im 7. Jahrhundert durch den aus Oderzo stammenden Bischof Magnus gegründet worden sein, nachdem ihm im Traum die wohlgestaltete (formosa, daher der Name) Jungfrau Maria erschienen war, die von ihm an dieser Stelle eine ihr gewidmete Kirche verlangte. Im 9. und 12. Jahrhundert wurde der Bau mehrmals umgestaltet. Es entstand ein Zentralkuppelbau byzantinischen Typs über dem Grundriss eines griechischen Kreuzes. Er war ungefähr halb so groß wie der Markusdom.

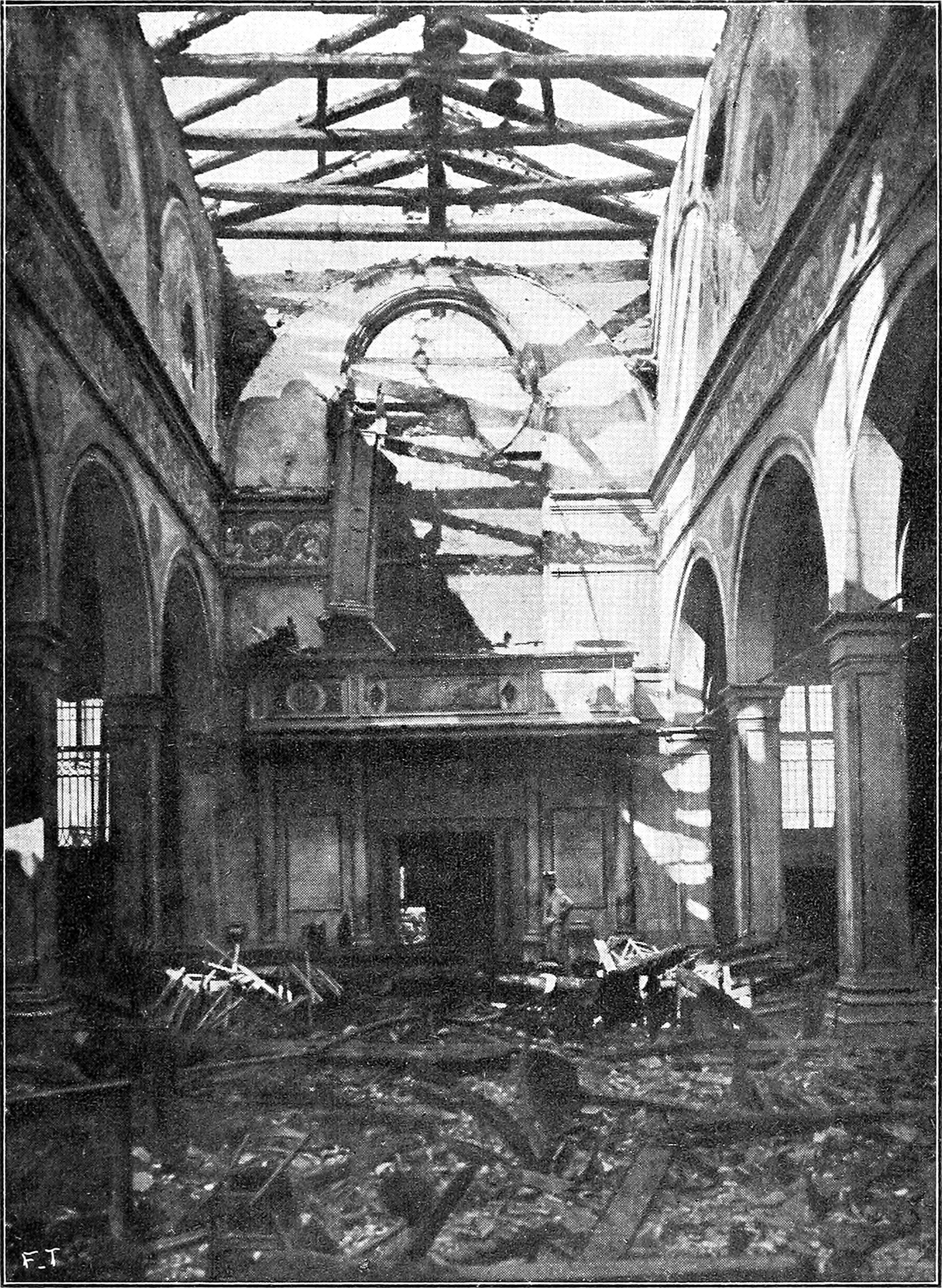
Der Innenraum der in der Nacht zum 10. August 1916 von einer Bombe getroffenen Kirche. In derselben Nacht stürzte durch eine Bombe die Kuppel von San Pietro di Castello ein.

Nachdem sich die mittelalterliche Kirche bereits in schlechtem Bauzustand befunden hatte, wurde 1492 beschlossen, durch Mauro Codussi einen Neubau errichten zu lassen. Dieser wurde in Formen der Frührenaissance durchgeführt. Da Codussi aber 1504 starb, bevor die Fassade fertig war, ließ die Familie Capello 1542 diese durch einen unbekannten Meister zu ihrer Verherrlichung und als Grabmonument errichten. 1604 ließ dieselbe Familie auch die zum Campo gerichtete Nordfassade erbauen. Viele Scuole (Bruderschaften) hatten in der Kirche ihre Altäre und Kapellen. So die Bruderschaft der Darbringung (gegründet 933), die der Kistenmacher, der Obsthändler, der Geschützgießer und der Heiligen Dreifaltigkeit, die 1604 gegründet wurde um Almosen zum Freikauf von Sklaven zu sammeln. 1668 musste die Kuppel erneuert werden, da sie durch ein Erdbeben eingestürzt war. Der Campanile wurde Mitte des 17. Jahrhunderts errichtet.

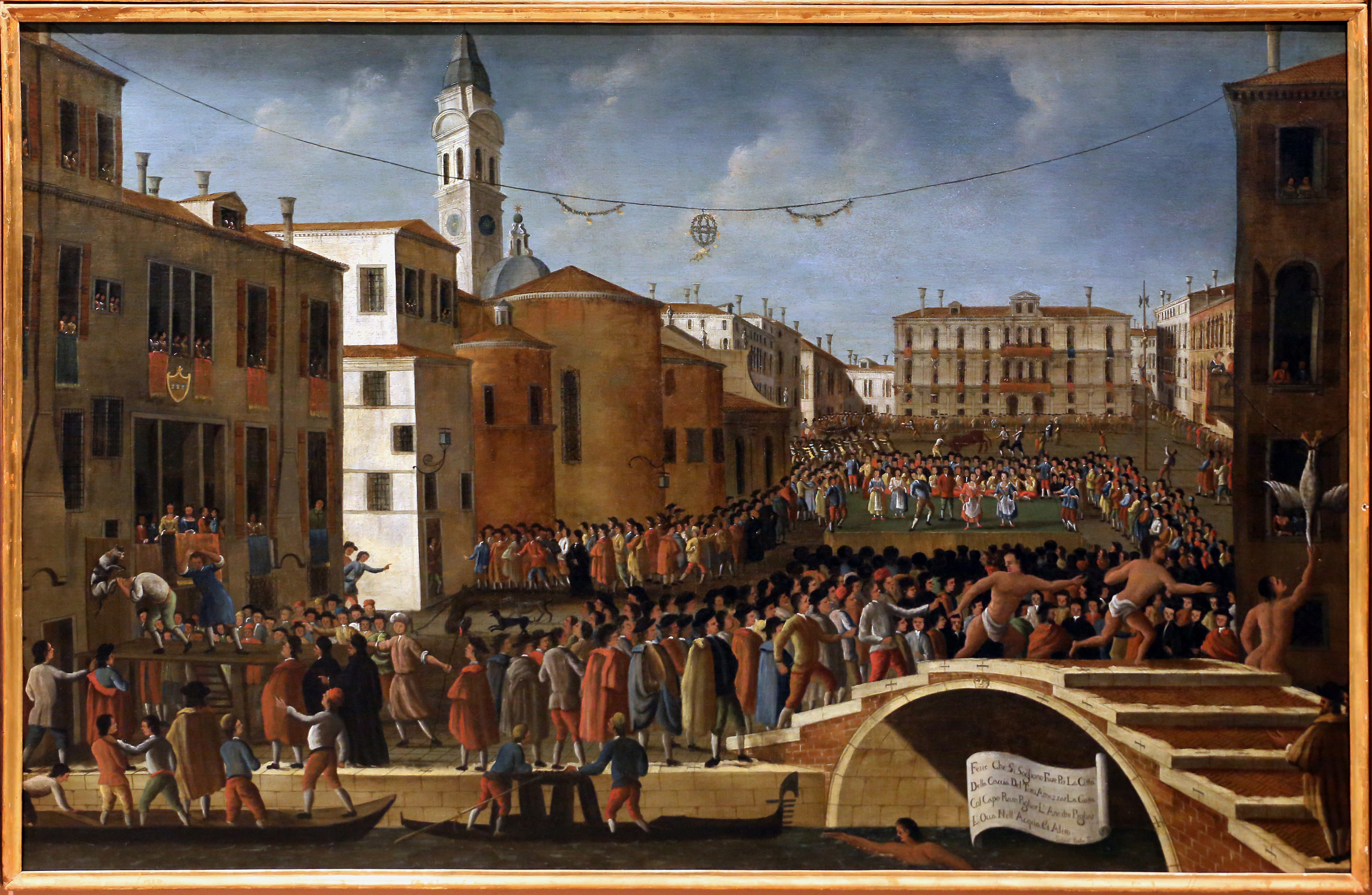
Gabriel Bella: Fest auf dem Campo, entstanden zwischen 1779 und 1792, Pinacoteca Querini Stampalia

Alljährlich am 2. Februar (Mariä Lichtmess) begaben sich Doge und Signoria in einer feierlichen Bootsprozession zur Kirche. Sie wurden von 12 geschmückten jungen Frauen begleitet. Mit diesem Fest beging man die Befreiung der Bräute, die 944 von istrischen Piraten geraubt worden waren, durch die Kistenmacher von Santa Maria Formosa.
Im Ersten Weltkrieg erlitt die Kirche 1916 durch eine österreichische Bombe schwere Schäden, so dass 1921 die Kuppel wiederaufgebaut werden musste.

## Baubeschreibung
Codussis Entwurf einer dreischiffigen Kreuzkuppelkirche über lateinischem Kreuz fügt sich harmonisch in den Grundriss des griechischen Kreuzes der im 12. Jahrhundert wiedererrichteten Vorgängerkirche ein. Die zum Kanal gewandte Hauptfassade von Domenico di Pietro Grazioli da Salò besitzt noch das Portal der Vorgängerkirche aus dem 12. Jahrhundert. Es wird durch ionische Säulen eingefasst und trägt einen Sarkophag mit der Statue des 1541 gestorbenen Capitane Generale da Mar, Vincenzo Capello. Über die gesamte Länge der Fassade sind Wappen der Familie Capello zu sehen. Die 1604 errichtete barocke Nordfassade wird durch korinthische Pfeiler und ionische Säulen gegliedert. Über dem Portal befinden sich eine Fensterrosette und der Giebel. Drei Mitglieder der Familie sind hier auch durch Büsten verewigt. Beim Eingang des Campanile befindet sich ein Relief einer grimassierenden Maske, die John Ruskin besonders missfallen hat: „Groß, unmenschlich und monströs - mit einem lasziven und tierischen Grinsen - zu abstoßend um gezeichnet oder beschrieben zu werden...dieser Kopf trägt den bösen Geist in sich, dem Venedig anheimgefallen ist“.

## Ausstattung

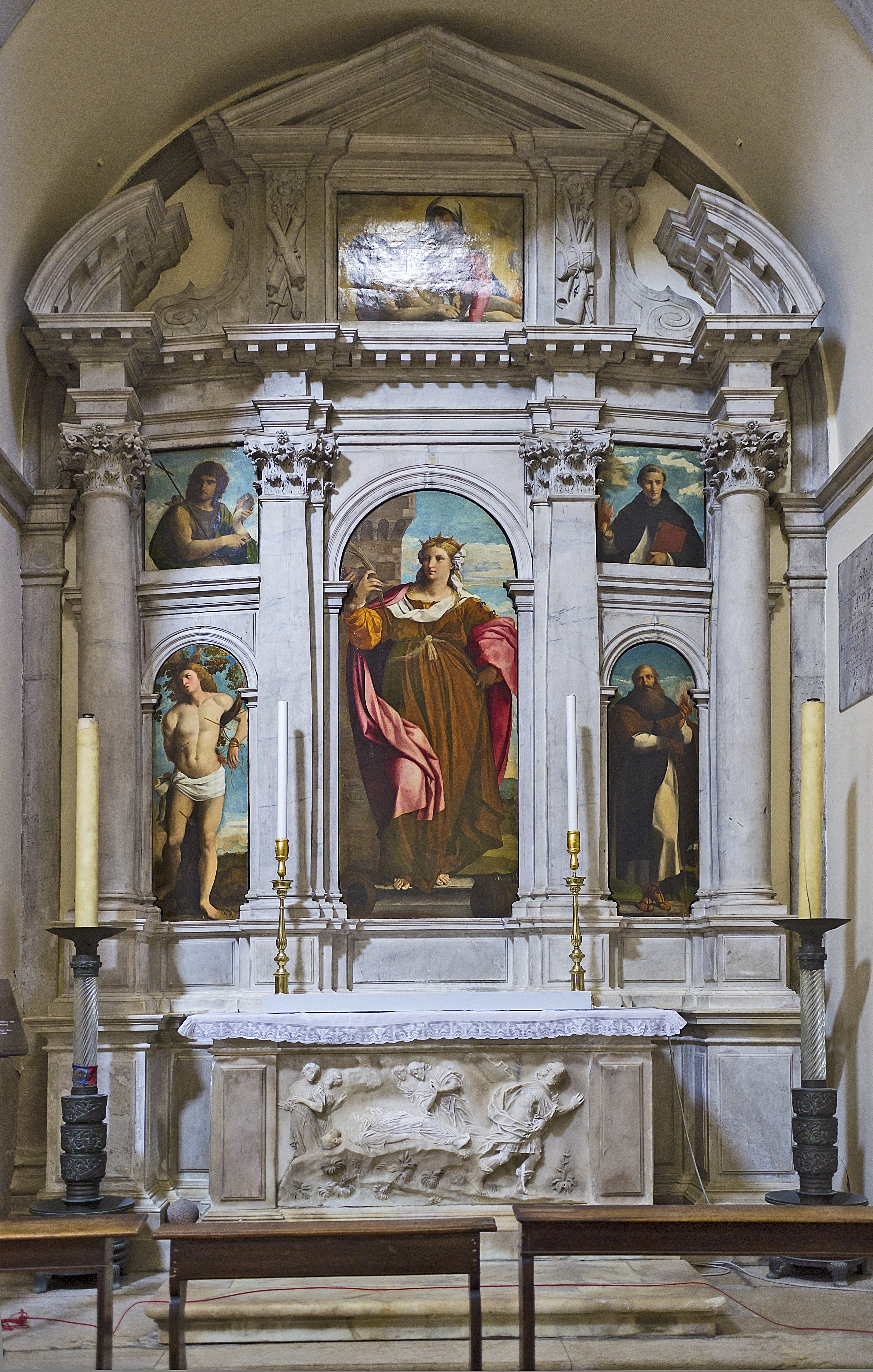
Das Polyptychon Heilige Barbara mit Pietà und Heiligen gilt als ein Hauptwerk von Palma il Vecchio.

Das Kircheninnere besticht durch die Lichtwirkung seiner Weiß- und Grautöne und die nach allen Seiten sich öffnende Weite des Raumes. Bedeutende Kunstwerke in der Kirche sind das von Andrea Mantegna beeinflusste Triptychon der Barmherzigkeit von Bartolomeo Vivarini (1473), das Polyptychon  Heilige Barbara mit Pieta und Heiligen von 1523 gilt als ein Hauptwerk von Palma il Vecchio, gegenüber befindet sich Leandro Bassanos Abendmahl vom Ende des 16. Jahrhunderts, des Weiteren eine Madonna mit dem hl. Franz von Assisi von Palma il Giovane und die Muttergottes des Trostes oder von Lepanto, eine veneto-kretische Ikone des 16. Jahrhunderts. Im Oratorium der Kirche befindet sich noch immer das Gemälde Madonna mit Kind und dem heiligen Domenikus von Domenico Tiepolo.
Die Kirche gehört zum Chorus, einem Zusammenschluss von über 15 Kirchen Venedigs.